# Dexing
För andra betydelser, se Dexing (olika betydelser).
Dexing, tidigare romaniserat Tehhing, är stad på häradsnivå som lyder under Shangraos stad på prefekturnivå i Jiangxi-provinsen i sydöstra Kina. Den ligger omkring 190 kilometer öster om provinshuvudstaden Nanchang.
Orten är särskilt känd för Sanqingshans nationalpark som är belägen på gränsen mellan Dexing och Yushan.

## Källa
1. ↑  http://www.geohive.com/cntry/CN-36_ext.aspx
2. ↑  ”worldpostmarks.net”. Arkiverad från originalet den 2 januari 2015. https://web.archive.org/web/20150102101710/http://worldpostmarks.net/HTML%20Countries/china.htm. Läst 22 juli 2015.

- Wikimedia Commons har media som rör Dexing.